# Tylosis dimidiata
Tylosis dimidiata är en skalbaggsart som beskrevs av Bates 1892. Tylosis dimidiata ingår i släktet Tylosis och familjen långhorningar. Inga underarter finns listade i Catalogue of Life.